# サン・トマーゾ・アゴルディーノ
サン・トマーゾ・アゴルディーノ（伊: San Tomaso Agordino）は、イタリア共和国ヴェネト州ベッルーノ県にある、人口約600人の基礎自治体（コムーネ）。

## 地理

### 位置・広がり

#### 隣接コムーネ
隣接するコムーネは以下の通り。
- アッレゲ
- チェンチェニーゲ・アゴルディーノ
- ロッカ・ピエートレ
- タイボーン・アゴルディーノ
- ヴァッラーダ・アゴルディーナ

### 気候分類・地震分類
気候分類では、zona F, 4292 GGに分類される。
また、イタリアの地震リスク階級 (it) では、zona 3 (sismicità bassa) に分類される。

## 行政

### 分離集落
サン・トマーゾ・アゴルディーノには、以下の分離集落（フラツィオーネ）がある。
- Avoscan, Canacede, Celat (sede comunale), Chiea, Colarù, Colzaresè, Costa di Mezzo, Costoia, Fontanelle, Forchiade, La Costa, L'Ancona, Mezzavalle, Pecol, Piaia, Pianezze, Pian Molin, Roi, Ronch, Sot Colarù, Tocol, Val, Val di Zat, Vallata, Vare

## 姉妹都市
- Massaranduba、ブラジル 2011年